# ريتش باتلر
ريتش باتلر (بالإنجليزية: Rich Butler)‏ هو لاعب كرة قاعدة أمريكي، ولد في 1 مايو 1973 في تورونتو في كندا.

## وصلات خارجية
- ريتش باتلر على موقعبيزبول رفرنس.كوم (الدوري الرئيسي) (الإنجليزية)
- ريتش باتلر على موقعبيزبول رفرنس.كوم (الدوري الثانوي) (الإنجليزية)